# Leonardo Yánez
Leonardo Yánez (* Guayaquil, Ecuador, 23 de febrero de 2003) es un futbolista ecuatoriano que juega de volante mixto en el Toreros Fútbol Club de la Segunda Categoría de Ecuador.

## Clubes
| Club      | País    | Año             |
| --------- | ------- | --------------- |
| Barcelona | Ecuador | 2021 - Presente |